# Sacarolípid

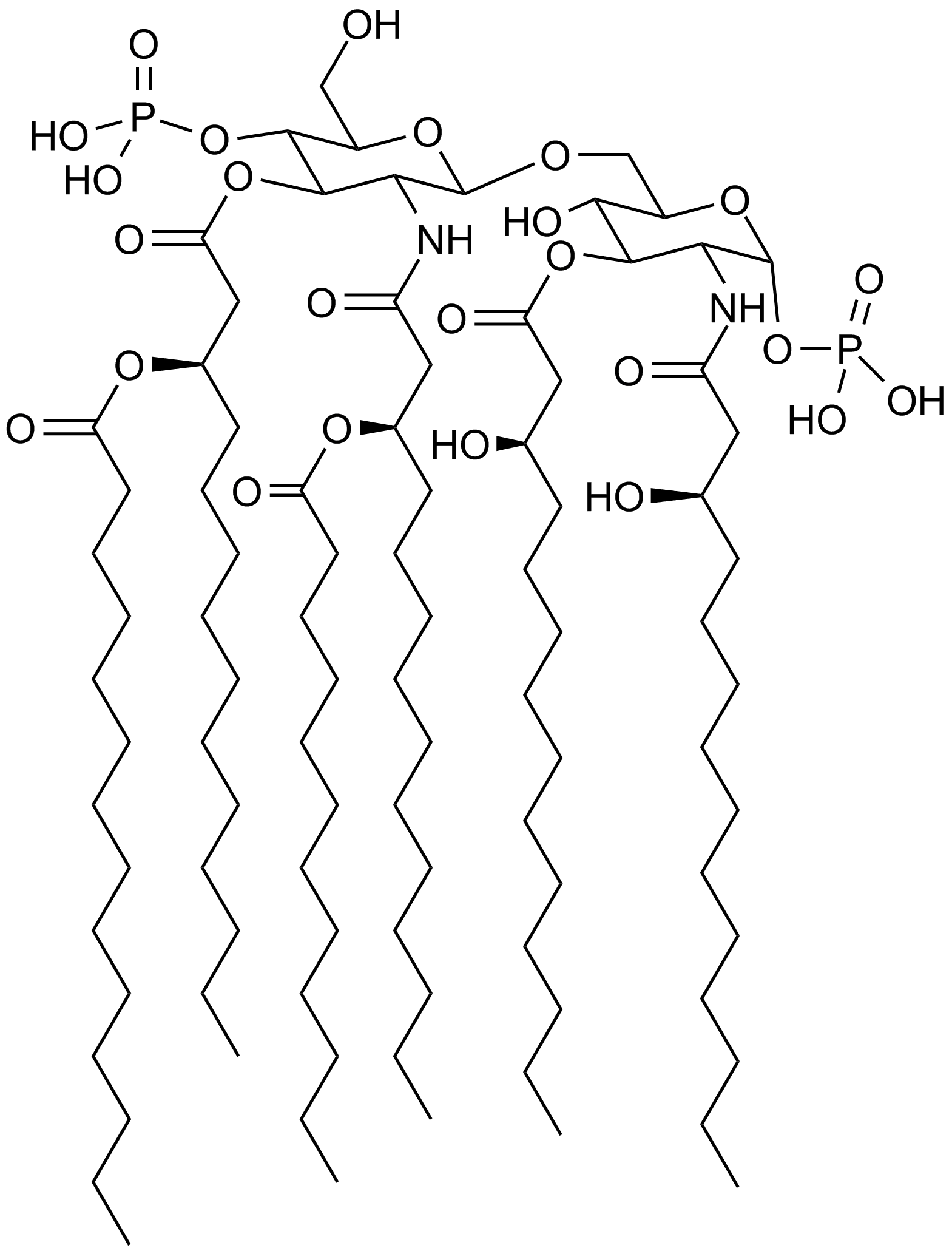
L'estructura química del lípid A tal com es troba a E. Coli

Els Sacarolípids (en anglès: Saccharolipids) són els lípids en els quals els àcids grassos estan enllaçats directament a la cadena de sucres formant estructures que són compatibles amb les bicapes de les membranes, En els sacarolípids, un monosacàrid substitueix el glicerol que és present en els glicerolípids i els glicerofosfolípids. Els sacarolípid més familiars són els precursors acilats de la glucosamina del lípid A que és un component dels lipoplisacàrids en els bacteris gram-negatius. Les molècules del lípid A són disacàrids de la glucosamina.